# Hampasadurg, Gangawati
Hampasadurg là một làng thuộc tehsil Gangawati, huyện Koppal, bang Karnataka, Ấn Độ.